# WTA Hollywood
Das WTA Hollywood (offiziell: Avon Championships of Florida) ist ein ehemaliges Damen-Tennisturnier der WTA Tour, das in der Stadt Hollywood, Florida, Vereinigte Staaten, ausgetragen wurde.

## Siegerliste

### Einzel
| Jahr | Siegerin      | Finalgegnerin    | Ergebnis      |
| ---- | ------------- | ---------------- | ------------- |
| 1977 | Chris Evert   | Margaret Court   | 6:3, 6:4      |
| 1978 | Evonne Cawley | Wendy Turnbull   | 6:2, 6:3      |
| 1979 | Greer Stevens | Dianne Fromholtz | 6:4, 2:6, 6:4 |

### Doppel
| Jahr | Siegerinnen                     | Finalgegnerinnen             | Ergebnis      |
| ---- | ------------------------------- | ---------------------------- | ------------- |
| 1977 | Martina Navratilova Betty Stöve | Rosie Casals Chris Evert     | 6:4, 3:6, 6:4 |
| 1978 | Rosie Casals Wendy Turnbull     | Françoise Dürr Virginia Wade | 6:2, 6:4      |
| 1979 | Tracy Austin Betty Stöve        | Rosie Casals Wendy Turnbull  | 6:2, 2:6, 6:2 |